# Jerzy Czerbniak
Jerzy Michał Czerbniak (ur. 29 września 1947 w Kutnie) – polski lekkoatleta, sprinter, olimpijczyk z Monachium 1972, doktor habilitowany nauk fizycznych.

## Życiorys
Syn Jana i Marianny Różyckiej. Ukończył Szkołę Podstawową nr 1 (1961) oraz I Liceum Ogólnokształcące im. Gen. J.H. Dąbrowskiego w Kutnie (1965), następnie podjął studia na Wydziale Matematyczno-Fizycznym Uniwersytetu Łódzkiego, które ukończył z wyróżnieniem w 1970 roku.
Sport rozpoczął uprawiać na pierwszym roku studiów, występując w barwach AZS Łódź (1965–1975), był wychowankiem Władysława Kwiatkowskiego. Był mistrzem Polski w biegu na 200 m (1972) oraz wicemistrzem w roku 1974. Był trzykrotnym rekordzistą Polski w sztafecie 4 × 100 m. Na igrzyskach olimpijskich w 1972 roku zajął 6. miejsce w sztafecie 4 × 100 m, wraz z Tadeuszem Cuchem, Zenonem Nowoszem i Stanisławem Wagnerem. W latach 1975–1977 był kierownikiem sekcji lekkoatletyki w AZS Łódź. Angażował się w działalność ruchu olimpijskiego.
W 1979 roku uzyskał stopień doktora nauk fizycznych. W 1993 roku uzyskał habilitację, a rok później został profesorem nadzwyczajnym Uniwersytetu Łódzkiego. Pełnił funkcję kierownika Zakładu Fizyki Powierzchni w Katedrze Fizyki Ciała Stałego UŁ, prorektora ds. nauki i rozwoju Wyższej Szkoły Informatyki oraz prorektora ds. studentów Wyższej Szkoły Informatyki i Umiejętności w Łodzi.
Rozwiedziony, jego żoną była Grażyna Dudzińska. Ma syna Piotra i córkę Krystynę. Mieszka w Łodzi.

## Rekordy życiowe
- 100 m – 10,53 uzyskany 17 sierpnia 1972 w Warszawie[1]
- 200 m – 21,10 uzyskany 30 lipca 1972 w Warszawie[1]